# The Peel Sessions 1991–2004
The Peel Sessions 1991—2004 — сборник британской рок-музыкантки Пи Джей Харви, изданный в 2006 году.

## Об альбоме
The Peel Sessions 1991—2004 включает песни, записанные в эфире радиопередачи Джона Пила в период с 1991 по 2004 год. В буклете к The Peel Sessions Пи Джей Харви пишет, что выпускает альбом с большой любовью и благодарностью к Джону.
Сборник был положительно встречен критиками. Хизер Фарэс из Allmusic дал The Peel Sessions 4 звезды из 5 и описал его как «благодарность и прощание с давним другом». Рецензент Pitchfork Мэттью Мёрфи оценил альбом на 7,9 баллов из 10, описав его как «яркую живую запись, которую нервный, изменчивый дух толкает на мили от простого альт-рока».

## Список композиций
Слова и музыка всех песен — Пи Джей Харви, за исключением «Wang Dang Doodle», написанной Вилли Диксоном, «Losing Ground», написанной Рейнером Птацеком и «That Was My Veil», написанной Харви в соавторстве с Джоном Пэришем.
| №   | Название                                                                      | Дата записи          | Длительность |
| --- | ----------------------------------------------------------------------------- | -------------------- | ------------ |
| 1.  | «Oh My Lover» (из альбома Dry)                                                | 29 октября 1991 года | 3:54         |
| 2.  | «Victory» (из альбома Dry)                                                    | 29 октября 1991 года | 3:33         |
| 3.  | «Sheela-Na-Gig» (из альбома Dry)                                              | 29 октября 1991 года | 3:23         |
| 4.  | «Water» (из альбома Dry)                                                      | 29 октября 1991 года | 4:30         |
| 5.  | «Naked Cousin» (из саундтрека к фильму Ворон: Город Ангелов)                  | 2 марта 1993 года    | 4:09         |
| 6.  | «Wang Dang Doodle» (из сингла «Man-Size»)                                     | 2 марта 1993 года    | 3:19         |
| 7.  | «Losing Ground» (из сингла «That Was My Veil»)                                | 5 сентября 1996 года | 2:59         |
| 8.  | «Snake» (из альбома Rid of Me)                                                | 5 сентября 1996 года | 1:56         |
| 9.  | «That Was My Veil» (из альбома Dance Hall at Louse Point)                     | 5 сентября 1996 года | 3:06         |
| 10. | «This Wicked Tongue» (из альбома Stories from the City, Stories from the Sea) | 10 ноября 2000 года  | 3:46         |
| 11. | «Beautiful Feeling» (из альбома Stories from the City, Stories from the Sea)  | 10 ноября 2000 года  | 3:54         |
| 12. | «You Come Through» (из альбома Uh Huh Her)                                    | 16 декабря 2004 года | 3:17         |

## Участники записи
PJ Harvey Trio
- Пи Джей Харви — вокал, гитара
- Стив Воэн — бас-гитара
- Роб Эллис — ударные, бэк-вокал, клавишные

Дополнительные музыканты
- Джон Пэриш — гитара, клавишные
- Маргарет Фидлер — гитара, виолончель
- Тим Фартсинг — гитара
- Джош Клингхоффер — гитара
- Эрик Дрю Фельдман — бас-гитара, клавишные, бэк-вокал